# شیره‌جین
شیره‌جین یکی از روستاهای استان آذربایجان شرقی است که در دهستان رازلیق بخش مرکزی شهرستان سرآب واقع شده است.
روستای شیره‌جین با بیش از ۴۵۰ خانوار، جمعیتی در حدود ۲۱۰۰ نفر جمعیت مقیم و جمعیت شناور ۳۲۰۰ نفر، در ۴٫۵ کیلومتری شمال شهرستان سرآب واقع گردیده. دارای تابستانی بی‌نهایت مطبوع و زمستانی سرد است. این روستای بهشتی محل ییلاق بسیاری از روستاییان مهاجرت کرده به شهرهای دیگر می‌باشد. اقتصاد آن بر پایه کشاورزی و دامپروری است. این روستا جزو یکی از روستای هدف گردشگری شهرستان سرآب می‌باشد.
نام محلی آن «شیروانجیق» می‌باشد که مرکب از دو واژ «شیروان» و «جیق» می‌باشد که در زبان ترکی پسوند جیق، پسوند صغارت بوده و شیروان در این زبان به‌معنی زمین‌های حاصل‌خیز و سرسبز می‌باشد. وان در ترکی قدیم پسوند مکان و شیر به معنای ترکی یعنی آبی که از پایین می‌آید در نتیجه مانند شیروان آذربایجان یعنی روستایی که چشمه‌های زیادی دارد که حیغ اشاره به کوچکی آن دارد؛ بنابراین مترادف فارسی آن شیروان کوچک یا سبزه‌زارهای کوچک می‌باشد. این روستا محل پرورش خالص‌ترین نژاد سگ ایرانی (سگ سرآبی) می‌باشد. این نژاد از قویترین نژادهای شناخته شده در جهان بوده و برای نگهبانی و حفاظت از گله استفاده می‌شود
زبان اهالی این روستا ترکی آذربایجانی با لهجه خاص مربوط به شهر شیروان در جمهوری آذربایجان می‌باشد که نسل به نسل انتقال داده شده است. تعداد کمی اهالی این روستا از مهاجران شهر شیروان جمهوری آذربایجان در اواخر جنگ جهانی دوم هستند که اسم این روستارا (شیروانجیق) به معنی شیروان کوچک نهاده‌اند.
پدر گوگوش یا فائقه آتشین (صابر آتشین) از اهالی این روستا می‌باشد.
صمد اسودی شیره جینی دارنده نشان فتح شکارچی هلیکوپتر و هواپیما با RPG در جنگ ایران و عراق از اهالی این روستا است که در شهرستان گنبدکاووس خیابانی به نام این فرد موجود است.
این روستا اولین و مهم‌ترین کشتگاه سیب‌زمینی در سطح کشور می‌باشد. اولین بار میرزا جان عقلمندی از کارکنان و دفتردار راه‌آهن شوروی از اهالی این روستا، اولین بار بذر سیب زمینی را به منطقه شهرستان سرآب در حدود سال ۱۲۹۰ شمسی آورده است.